# Apanteles halidayi
Apanteles halidayi är en stekelart som beskrevs av Marshall 1872. Apanteles halidayi ingår i släktet Apanteles och familjen bracksteklar. Arten är reproducerande i Sverige. Inga underarter finns listade i Catalogue of Life.